# Ervín II. Nádherný z Borutína
Ervín II. baron Nádherný z Borutína, také Ervín mladší Nádherný z Borutína (8. dubna 1909 Smíchov – 6. května 1985 Berkeley, Kalifornie, USA) byl český šlechtic z rodu Nádherných z Borutína, majitel zámku Chotoviny a signatář Prohlášení české šlechty ze září 1939.

## Životopis

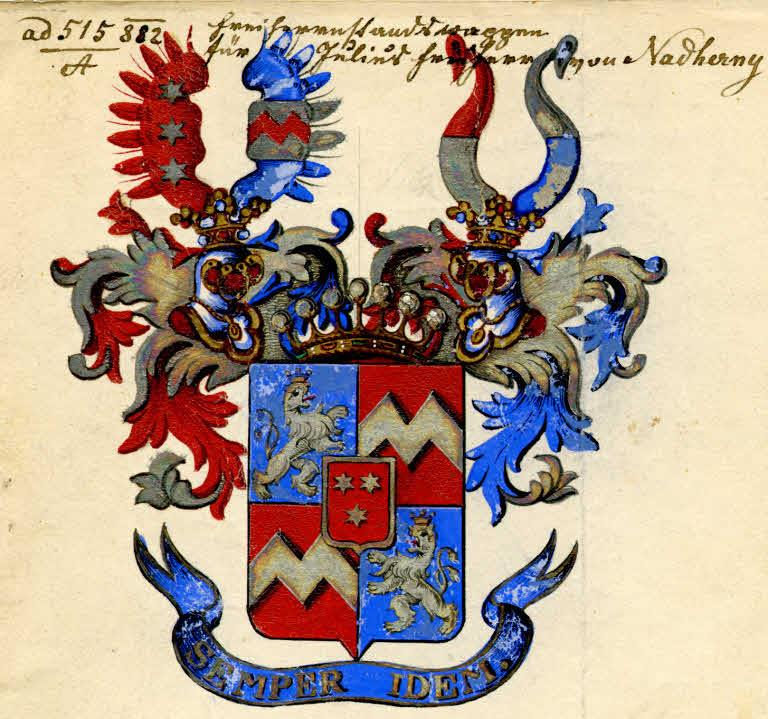
Erb Nádherných z Borutína

Maria Ervín Václav se narodil jako čtvrté dítě a druhý syn Ervína I. Nádherného z Borutína (1876–1944) a jeho manželky Leopoldiny, zv. Dinky Ringhofferové (1878–1945).
Spolu se strýcem Oskarem Nádherným (1871–1952) a otcem Ervínem I. podepsal v září 1939 Prohlášení české šlechty, čímž se příhlásil k českému národu.
Po válce byl nařčen z kolaborace s nacisty a třikrát uvězněn. V září 1945 přijelo do Chotovin několik set rudoarmějců v čele s maršálem Georgijem Konstantinovičem Žukovem (1896–1974), zámek vyplenili, část vybavení odvezli do Sovětského svazu, část spálili. Ervínovu manželku a dvouletého syna nastěhovali do domku pro zámecké zaměstnance a následně do sběrného tábora. Hrozilo jim, že budou vystěhováni na Sibiř. V dubnu 1946 však zasáhl americký důstojník a ženu se synem odvezl k rakouským hranicím a oni se poté dostali do Salcburku. Usadili se v nedalekém sídle Küenburgů, kteří byli jejich sousedy v Mladé Vožici, avšak za války se přihlásili k Němcům. Po propuštění z vězení se Ervín připojil rodině v Salcbursku. 
V roce 1949 odjeli z Rakouska přes Francii, kde měli příbuzné, do Londýna. Odtamtud pokračovali lodí Queen Mary do New Yorku a dále vlakem do Kalifornie, kde pracovali u farmáře. Ervín se živil jako dělník v zemědělství, matka jako kuchařka. Po deseti letech splatili farmářovi peníze, které jim poslal na cestu z Evropy do Ameriky. Poté Ervín sám hospodařil na farmě nedaleko San Franciska. Následně se stal cenovým znalcem v Oaklandu. V roce 1974 odešel do penze. Manželka vedla mateřskou školu v Kalifornii.
Do Evropy se podíval po emigraci dvakrát, do Československa už však nikdy.
Ovládal několik řečí, mezi nimi češtinu, němčinu, francouzštinu, latinu a klasickou řečtinu. V USA se musel naučit anglicky.
Teprve roce 1990 byly jeho ostatky uloženy v rodinné hrobce v Chotovinách, dříve uložení urny komunisté nepovolili.

## Majetek

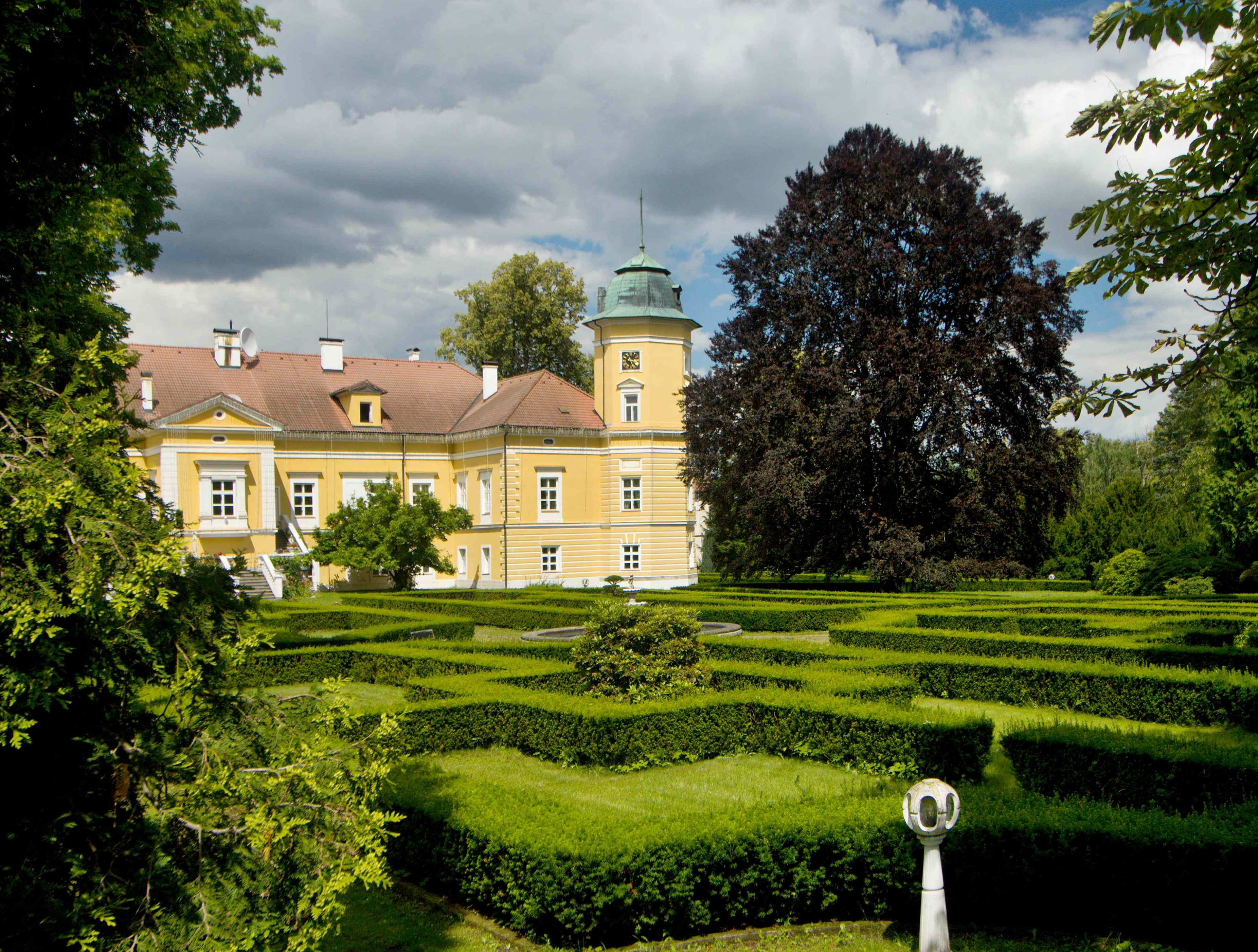
Zámek Chotoviny

Po otci zdědil Chotoviny, po matce Proseč. Po druhé světové válce mu byl majetek na základě Benešových dekretů zabaven. Po propuštění z vězení požádal Nejvyšší soud o přezkoumání rozhodnutí o zabavení majetku. V prosinci 1947 soud označil konfiskaci za nezákonnou. Majetek ovšem zpět nepřevzali, protože se situace změnila po Únoru 1948, kdy se k moci dostali komunisté.

## Rodina
V Sterzendorfu (Starościn) ve Slezsku se 31. října 1942 oženil se Sophiou Saurma von und zu Jeltsch (31. 10. 1918 Gross-Steinersdorf, Dolní Slezsko – 3. 9. 2007 Berkeley, Kalifornie). Děvět měsíců a šest dní po svatbě se jim narodil jediný syn:
- Johannes Nepomuk (6. 8. 1943 – 5. 4. 2005), třikrát se oženil a měl čtyři děti, které se dožily dospělého věku.